# Ángel María Villar
Ángel María Villar (Bilbao, 21 de janeiro de 1950) é um ex- futebolista espanhol que atuava como meia e hoje é ex-presidente da UEFA foi substituto Michel Platini que foi suspenso do cargo.

## Carreira
Villar nasceu em Bilbao,  surgiu através das categorias de base do Athletic Bilbao, passando a fazer suas estréias seniores no futebol amador, emprestado, depois que ele retornou em 1971. Com o lado basco, ele fez uma partida indiscutível em nove de suas dez temporadas, ajudou o clube a vencer duas Copa do Rei da Espanha. Em março de 1974, durante uma partida contra o Barcelona num empate por 0-0 deu uma cotovelada no jogador holandês Johann Cruyff.  Ele recebeu uma punição de quatro jogos por suas ações, mas o par mais tarde reconciliados, Villar aposentou sete anos mais tarde, com mais de 350 jogos como jogador profissional.

## Seleção espanhola
Villar jogou 22 jogos pela Espanha, marcando três gols. Sua estréia foi em 17 de outubro de 1973, em jogo contra a seleção da Turquia, na cidade de InIstanbul o jogou ficou empatado em 0 a 0. Em 9 de dezembro de 1979, seu último jogo pela Espanha, Villar ajudou a seleção a se qualificar para o Campeonato Europeu de 1980,
ele marcou um gol na vitória por 3-1 conta a seleção do Chipre. Ele não participou no entanto, em qualquer grande torneio internacional.

## Pós-aposentadoria
Em 1979, ainda como um jogador ativo, Villar formou-se em Direito, e que praticou a atividade durante os anos seguintes, que acumulou com vários postos nas hierarquias do futebol, ele foi um dos fundadores da Real Federação Espanhola de Futebol em 1978. Aonde já trabalhou sob o comando do presidente José Luis Roca, Villar foi eleito seu sucessor em 1988, e ficou no cargo por duas décadas seguintes, sendo responsável pelo título da Espanha no Campeonato Europeu de Futebol de 2008.Villar também ocupou vários cargos da UEFA e também da FIFA, a ser nomeado vice-presidente das organizações, respectivamente em 1992 e 2002. Após a saída controversa da Espanha na Copa do Mundo FIFA de 2002 que ele deixou o cargo no último, mas foi imediatamente chamado, entre outros, para a presidência do Comité de Árbitros (também nesse ano, ele foi nomeado para essa posição na UEFA). Villar levou a mal sucedida Espanha e Portugal 2018 Copa do mundo lance. em 16 de fevereiro de 2012, ele foi eleito para seu sétimo mandato à frente da Federação Espanhola de Futebol, permanecendo no cargo até 2016. Ele se tornou presidente interino da UEFA após o Michel Platini ser suspenso do cargo.

## Títulos
- Copa do Rei da Espanha: 1972–73; Vice-campeão 1976-77
- UEFA Europa League: Vice-campeão 1976–77